# 中山夏希
中山 夏希（なかやま なつき、1999年〈平成11年〉9月26日 - ）は、日本の映画監督、アーティスト。和歌山県新宮市出身。東京藝術大学大学院 美術研究科 絵画専攻 油画研究分野 修士。

## 経歴
幼少期から絵を描くことが好きで、漠然と美術の大学に入りたいと考えていた。
近畿大学附属新宮高等学校・中学校では美術部に所属。高校2年からは東京藝術大学に入学するために長期の休みを利用し東京の予備校に通う。元々はデザイン専攻をを目指していたが、油画専攻に入学。
2019年
- 4月　東京藝術大学 美術学部 絵画科 油画専攻 入学[8]

2022年
- 4月　グループ展『Non-title』展示[9]

2023年
- 3月　東京藝術大学 美術学部 絵画科 油画専攻 卒業[5][8]
- 4月　東京藝術大学 大学院 美術研究科 絵画専攻 油画研究分野 第2研究室入学[8]
- 5月　リサーチ報告展『まちの経緯』展示[10][注釈 2]
- 9月　クリエイティブチーム「AKANESASU」加盟[11][12][注釈 3]
- 12月　グループ展『Marble Marble』展示[13]

2024年
- 6月　個展『Born...』開催[14]
- 6月　映画『永遠の死』制作に向けてクラウドファンディングを実施。目標に対して126％達成[15]

2025年
- 5月　個展『河床より来訪者へ』開催。初日に映画監督森ガキ侑大と対談[16][17][18]

## 制作と表現

### 思索と動機の転換
- 「私はなぜ絵を描くのか」、「私とはどういう存在か」という問いに直面したことを契機に、表現を絵画技術に限定せず、自身の内面を関連づけるようになったと語る[5]。
- 美術館を巡った体験や美術批評書を読む過程で表現手段や対象への関心が広がったことから、東京藝術大学を志望するにあたり、当初目指していたデザイン専攻から油画専攻へと切り替えて受験した[5]。

### 映画と絵画
- 映画と絵画の両方を表現手段としている[16]。
- 映画では物語や明示的な主題を用いず、視線の交錯、身体の距離、時間の粘性といった要素によって構成され、いずれのメディアにおいても人間の内面に関する要素を扱う[16]。
- 「映画は一人では制作できない」と語っており、多くの人との関わりの中で、自分にはない発想や方法を学ぶことが創作に含まれるとしている[2]。
- 絵画では赤・白・黒の三色を用いた抽象的な構成によって、感情や衝動の断片が画面に定着させている[16]。
- 視覚の背後にある言語化されない領域への関心が一貫し、作品に明確な意味を与えることを避け、「この絵はこうだ」と決めることから距離を取り、作品の解釈を鑑賞者に委ねる構成をとっている[16]。

### 地域との関係性
- 映像作品の一部は故郷の和歌山県新宮市および熊野市で撮影されており、映画『裏切り』では旧チャップマン邸や赤木城跡がロケ地となっている[2]。
- 「故郷で自分の作品を観てもらえる機会を持ちたい」と述べており、制作と地元との関係性についても言及している[2]。

### 内面と発言
- 表現行為においては、鑑賞そのものへの意識が強調されており、作品が提示されることで観客が自分自身と向き合う状況を生むことを意識している[16]。
- 「制作を通じて、自分自身の人生を探っていきたい」と語る[5]。

## 映画
- 『裏切り』（2023年）監督（原作：ハインツ・リッセ（ドイツ語版）『神への裏切り』）[8][19]
- 『煙霧』（2023年）脚本[8][20]
- 『永遠の死』（2023年）脚本[8][15]
- 『violation』（2025年）監督[16]

## 受賞
- 第28回 読書感想画中央コンクール 高等学校の部/大和証券賞（2016年）[21][22]
- 令和5年度 O氏記念賞 受賞（2023年）[2][8]

## 出演・掲載

### 新聞
- 『近大新宮・中山夏希さんが大和証券賞』『熊野新聞』（2017年3月1日）[注釈 4]
- 『絵映画制作の資金援助を』『熊野新聞』（2024年6月30日）[3][注釈 4]
- 『絵画と映像で内面と向き合う』『熊野新聞』（2025年5月10日）[7][注釈 4]